# Forcipomyia colombiae
Forcipomyia colombiae är en tvåvingeart som beskrevs av Wirth 1970. Forcipomyia colombiae ingår i släktet Forcipomyia och familjen svidknott. Inga underarter finns listade i Catalogue of Life.